# Cheumatopsyche chihonana
Cheumatopsyche chihonana là một loài Trichoptera thuộc họ Hydropsychidae. Chúng phân bố ở miền Ấn Độ - Mã Lai, chúng được tìm thấy tại Toronto, Canada.